# La Maison du bonheur
Pour le film de David Smith, voir La Maison du bonheur (film, 1919).
Pour plus de détails, voir Fiche technique et Distribution.
La Maison du bonheur est une comédie française de Dany Boon, adaptée de la pièce de théâtre La Vie de chantier, tournée en 2005 et sortie en 2006.
Sans être ouvertement un remake, ce film et la pièce dont il est adapté sont très inspirés d'un film américain de Henry C. Potter, Un million clé en main, tourné en 1948 avec Cary Grant et Myrna Loy. Ce sont les mêmes péripéties que rencontrent les protagonistes des deux films et l'idée de base est exactement la même : un couple acquiert une vieille maison vendue par un agent sans scrupules et est confronté à toutes sortes de difficultés pour voir son rêve aboutir.

## Synopsis
Charles Boulin est un employé chargé de traquer les personnes en défaut de paiement pour le compte d'une société de crédit nommée Crédilem.
Accusé par sa femme d'être un radin, il décide de lui faire une surprise et d'acheter une maison de campagne auprès d'une agence immobilière gérée par un certain Jean-Pierre Draquart, mais il se verra ravir le bien en question par son propre collègue, qui aura pris le soin de proposer une offre beaucoup plus avantageuse. Désappointé, il vole la sacoche professionnelle de ce dernier qui contient le mandat-vente déjà signé. Cette action, cumulée avec d'autres fautes professionnelles déjà commises peu avant, lui vaut d'être immédiatement licencié pour faute lourde.
Afin de diminuer le coût des travaux de rénovation, Charles Boulin s'en remet à l'agent immobilier véreux qui lui avait entre-temps, vendu la deuxième maison de son catalogue. Cet aigrefin fait appel à « sa meilleure équipe » : Mouloud Mami et Donatello Pirelli qui sont en fait des ouvriers parfaitement incompétents et paresseux. En fait de rénovation, ils vont progressivement transformer sa maison en une véritable ruine.
Charles se retrouve bientôt lui-même surendetté avant d'être fiché à la Banque de France par l'agence qui lui annule de fait, tout prêt immobilier. Il doit donc vendre l'appartement familial à l'insu de sa femme Anne et de sa fille Elizabeth, puis survivre à l'aide de petits boulots d'appoint, sans compter les nombreuses combines qu'il devra échafauder afin de convaincre sa famille d'emménager dans cette (nouvelle) maison.

## Fiche technique
Sauf indication contraire, les informations mentionnées dans cette section peuvent être confirmées par la base de données cinématographiques IMDb,  présente dans la section « Liens externes ».
- Titre original : La Maison du bonheur
- Réalisation et scénario : Dany Boon
- Musique : Philippe Rombi
- Décors : Laurent Piron
- Costumes : Florence Sadaune
- Photographie : Jean-Marie Dreujou
- Son : Hervé Buirette, François Groult, Laurent Poirier
- Montage : Luc Barnier
- Production : Claude Berri
  - Production déléguée : Pierre Grunstein
  - Production associée : Nathalie Rheims
- Sociétés de production[1] : Pathé Renn Productions, en coproduction avec Hirsch Production, Les Productions du Ch'timi et TF1 Films Production, en association avec la Banque Populaire Images 6, avec la participation de Canal+, CinéCinéma et le CNC
- Sociétés de distribution[2] : Pathé Distribution (France) ; Alternative Films (Belgique) ; Pathé Films AG (Suisse romande)
- Budget : 9,4 millions d’ €[3]
- Pays de production :  France
- Langue originale : français
- Format[4],[2] : couleur - 35 mm - 2,35:1 (Cinémascope) - son Dolby DTS
- Genre : comédie
- Durée : 99 minutes
- Dates de sortie[5] :
  - France : 7 juin 2006
  - Suisse : 14 juin 2006[6]
  - Belgique : 5 juillet 2006[7]
- Classification[8] :
  - France : tous publics[9]
  - Belgique : tous publics (Alle Leeftijden)[7]
  - Suisse romande : interdit aux moins de 7 ans[10]

## Distribution
- Dany Boon : Charles Boulin, créditeur incroyablement radin
- Michèle Laroque : Anne Boulin, épouse de Charles, traductrice
- Daniel Prévost : Jean-Pierre Draquart, agent immobilier douteux
- Zinedine Soualem : Mouloud Mami, plombier et maçon douteux
- Laurent Gamelon : Donatello Pirelli, peintre douteux
- Line Renaud : « Tata » Suzanne Bailleul, cliente
- Michel Vuillermoz : Jacques Kurtz, collègue, ami puis rival de Charles
- Ariane Séguillon : Nicole Kurtz, épouse de Jacques
- Gaëlle Bona : Élisabeth Boulin, fille de Charles et Anne
- Antoine Chappey : Alexis Boulin, frère de Charles
- Laure Sirieix : Norah Boulin, épouse d'Alexis
- Didier Flamand : Le banquier
- Jacqueline Jehanneuf : la propriétaire de la maison
- Patrice Abbou : le barman
- Alain Sachs : le notaire 1
- Jean Dell : le notaire 2
- Thierry Desroses : l'architecte
- David Strajmayster : le gérant du McDonald
- Frédéric Bouraly : le médecin de Charles Boulin
- Isabelle Tanakil : Mme Titchmann
- Christophe Rossignon : un joueur au casino (non crédité)

## Personnages
- Si vous ne connaissez pas le sujet, laissez ce bandeau (vous pouvez alors contacter les auteurs).
- Si vous supprimez le contenu mis en cause (vous pouvez préalablement contacter les auteurs),

argumentez précisément cette suppression dans la page de discussion
(un manque de référence n'est pas un argument ; une recherche réelle de référence doit avoir été effectuée, être formellement documentée).

### Charles Boulin
Employé chez Crédilem qui est une société de crédit à la consommation, il est chargé de poursuivre les clients débiteurs avant leur mise en faillite personnelle.
Extrêmement fier et émotif, il vit avec sa femme Anne et leur fille unique Elizabeth. Tout semble l'accuser de mesquinerie et ce depuis son embauche chez Crédilem. Et pour cause, il passe du temps à réviser scrupuleusement les relevés de compte personnels en pestant sur les opérations effectuées par sa femme, sans compter qu'il ne se sent jamais à l'aise lorsqu'il doit offrir des cadeaux ou payer la note d'un restaurant.

### Anne Boulin
Épouse de Charles Boulin et voue la plupart de son temps à traduire différentes œuvres littéraires, son métier qu'elle exerce avec passion.

### Élizabeth Boulin
Fille unique de Anne et de Charles âgée de 17 ans, elle passe plus de temps hors de chez elle et vit au grand dam de ses parents de belles mais éphémères histoires d'amour. Elle finit par tomber amoureuse de Mouloud.

### Alexis Boulin
Frère de Charles Boulin qui n'hésite jamais à remettre celui-ci dans le droit chemin lors de ses écarts de conduite, même ceux de longue date.

### Jacques Kurtz
Collègue de travail de Charles Boulin, cet homme assez « faux-jeton » est prêt à tout pour parvenir à ses fins. Il est souvent à l'origine de zizanies en tous genres.

### Jean-Pierre Draquart
Dirigeant d'une agence immobilière, il est celui qui vend les maisons de banlieue aux deux employés de la société de crédit. Cependant, sa réussite n'est pas forcément le fruit d'une longue et sereine collaboration.
Jean-Pierre Draquart représente en effet l'archétype du rude escroc du secteur de l'immobilier, toujours prêt à de douteuses combines afin de conforter sa position, sans aucun complexe moral. Sa technique de vente favorite consiste à prétendre que le style architectural de la banlieue Ouest s'exportera inéluctablement dans le reste de la région Parisienne.
En outre, il n'hésite pas à conduire sa superbe voiture au mépris le plus complet de la sécurité routière (flash radar, couloir de bus franchi, dépassement hasardeux...) dans le seul but d'augmenter le rendement de ses affaires.

### Mouloud Mami et Donatello Pirelli
Engagés secrètement par l'agent immobilier, ils prétendent être des artisans polyvalents du bâtiment.
En réalité, il s'avère que ces deux hommes sont de parfaits incompétents qui vont transformer la nouvelle maison de la famille Boulin en un désastre de désolation. Plomberie saccagée et réseau d'électricité dangereux constituent le lot infâme, ainsi que le faux mur monté dans le salon pour rajouter dans cette même pièce une salle de bains, ou encore l'interrupteur du tableau qui commande directement l'éclairage public dans la rue. Leurs heures de paresse sont agrémentées par de bons pique-niques improvisés sur le chantier, où l'on peut voir Mouloud Mami s'offrir une tranche de pain coupée à l'aide... d'une scie à métaux !
Ces deux travailleurs manuels n'hésitent cependant pas à dépouiller le malheureux Charles Boulin au moment du paiement des prestations, d'ailleurs bâclées.

## Production

### Tournage
La maison achetée par Charles Boulin se situe à Maisons-Laffitte au 7, rue de la Maison-Neuve.
Cette maison a été détruite à la suite du tournage et a fait place à une résidence.

## Accueil

### Box-office
| Pays       | Box-office        |
| France     | 1 146 962 entrées |
| Espagne    | 54 101 entrées    |
| Belgique   | 5 803 entrées     |
| Suisse     | 2 259 entrées     |
| Luxembourg | 760 entrées       |
| Total      | 1 209 885 entrées |

## Distinctions

### Nominations
- Festival du Jeune Cinéma Français 2006 : Meilleur film[14].

## Analyse

### Faux raccord
[pertinence contestée]
- Lorsque Charles insiste pour que sa femme lui dise pourquoi elle a dépensé une somme importante (elle lui répond que c'est son cadeau d'anniversaire de mariage), il a ses relevés de compte sur ses genoux. Peu après, lorsqu'il rallume la lumière, ses mêmes relevés apparaissent soudainement posés sur sa table de nuit[15].